# Dobrynia (wieś)
Dobrynia – wieś w Polsce, położona w województwie podkarpackim, w powiecie jasielskim, w gminie Dębowiec.
Wierni Kościoła rzymskokatolickiego należą do parafii Świętego Michała Archanioła w Cieklinie.
W Dobryni urodził się Szymon Brej (1913–1986) profesor Uniwersytetu Przyrodniczego we Wrocławiu.
Miejsce urodzenia znanego twórcy ludowego i rzeźbiarza – Karola Breja (1927–2015).

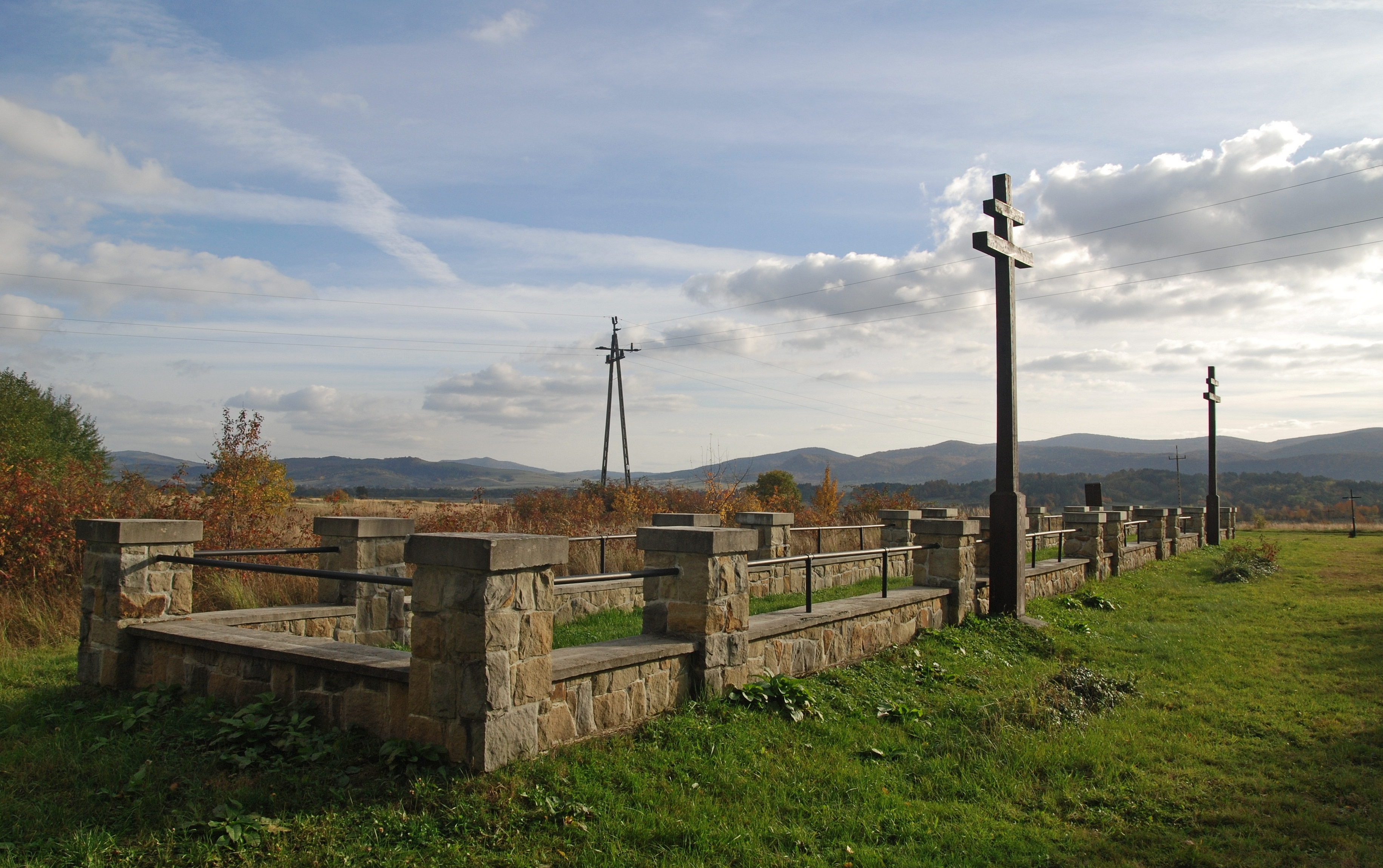
Cmentarz wojenny nr 12
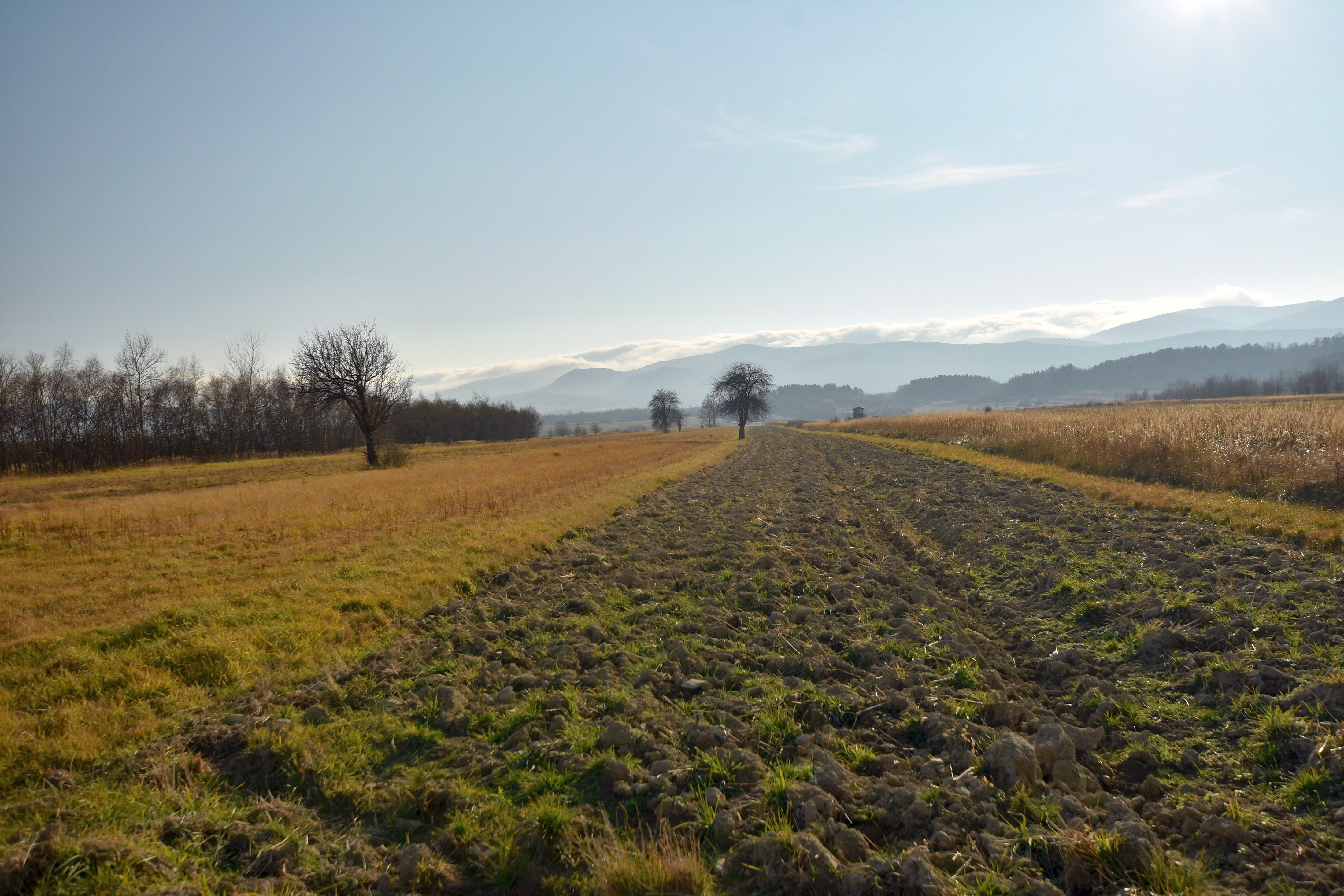
Pejzaż wschodniej Dobryni